# 957

## Decese
- 6 septembrie: Liudolf de Suabia, duce de Suabia (950-954), (n. 930)